# Lingue tupi-guaraní
Le lingue tupi-guaraní sono un ramo delle lingue tupi parlate in America meridionale.

## Classificazione
È il maggior gruppo all'interno delle lingue tupi parlate in Amazzonia. Include una cinquantina di lingue tra le quali le meglio conosciute dell'intera famiglia tupi, cioè la lingua guaraní e la lingua tupi antica (detta anche lingua tupi classica).
Rodrigues (1984–1985) ha proposto di suddividere le lingue tupi–guaraní in otto sottogruppi; Ethnologue ha aggiunto a questi altri tre gruppi, per cui questa famiglia linguistica può essere così classificata:
(tra parentesi tonde il numero di lingue di ogni gruppo e la zona dove vengono parlate)

[tra parentesi quadre il codice di classificazione internazionale linguistico]
- Lingue tupi-guaraní (54)
  - Guarani I (2) 
    - Lingua pai tavytera  [pta] (Paraguay)
    - Lingua tapieté  [tpj] (Paraguay)

  - Guarayu-Siriono-Jora II (2) 
    - Lingua jorá  [jor] (Bolivia)
    - Lingua yuqui  [yuq] (Bolivia)

  - Pauserna (1) 
    - Lingua pauserna  [psm]   (Bolivia) *

  - Sottogruppo   I (8) 
    - Lingua aché  [guq] (Paraguay)
    - Lingua ava guaraní  [nhd] (Paraguay)
    - Lingua guaraní boliviana orientale  [gui] (Bolivia)
    - Lingua mbyá guaraní  [gun] (Brasile)
    - Lingua guaraní paraguaiana  [gug] (Paraguay)
    - Lingua guaraní boliviana occidentale  [gnw] (Bolivia)
    - Lingua kaiwá  [kgk] (Brasile)
    - Lingua xetá  [xet] (Brasile)

  - Sottogruppo   II (2) 
    - Lingua guarayu  [gyr] (Bolivia)
    - Lingua sirionó  [srq] (Bolivia)

  - Sottogruppo   III (7) 
    - Lingua cocama-cocamilla  [cod] ((Perù)
    - Lingua nhengatu  [yrl] (Brasile)
    - Lingua omagua  [omg] (Perù)
    - Lingua potiguára  [pog] (Brasile)
    - Lingua tupi antica  [tpw] (Brasile)
    - Lingua tupinambá  [tpn] (Brasile)
    - Lingua tupiniquim o tupinikin  [tpk] (Brasile)

  - Sottogruppo   IV (7) 
    - Lingua asuriní del Tocantins  [asu] (Brasile)
    - Lingua avá-canoeiro  [avv] (Brasile)
    - Lingua guajajára  [gub] (Brasile)
    - Lingua parakanã  [pak] (Brasile)
    - Lingua suruí del Pará  [mdz] (Brasile)
    - Lingua tapirapé  [taf] (Brasile)
    - Lingua tembé  [tqb] (Brasile)

  - Sottogruppo   V (3) 
    - Lingua araweté  [awt] (Brasile)
    - Lingua asuriní dello Xingu  [asn] (Brasile)
    - Lingua kayabí  [kyz] (Brasile)

  - Sottogruppo   VI (12) 
    - Lingua amundava  [adw] (Brasile)
    - Lingua apiaká  [api] (Brasile)
    - Lingua júma  [jua] (Brasile)
    - Lingua karipúna  [kgm] (Brasile)
    - Lingua karipuna  [kuq] (Brasile)
    - Lingua morerebi  [xmo] (Brasile)
    - Lingua paranawát  [paf] (Brasile)
    - Lingua tenharim  [pah] (Brasile)
    - Lingua tukumanféd  [tkf] (Brasile)
    - Lingua uru-eu-wau-wau  [urz] (Brasile)
    - Lingua uru-pa-in  [urp] (Brasile)
    - Lingua wiraféd  [wir] (Brasile)

  - Sottogruppo   VII (1) 
    - Lingua kamayurá  [kay] (Brasile)

  - Sottogruppo   VIII (8) 
    - Lingua amanayé  [ama] (Brasile)
    - Lingua anambé  [aan] (Brasile)
    - Lingua emerillon  [eme] (Guyana francese)
    - Lingua guajá  [gvj] (Brasile)
    - Lingua kaapor  [urb] (Brasile)
    - Lingua turiwára  [twt] (Brasile)
    - Lingua wayampi  [oym] (Brasile)
    - Lingua zo'é  [pto] (Brasile)

  - Lingua aurá  [aux] (Brasile)

• Lingue estinte

## Vocabolario
Termini quali giaguaro, tapioca, jacaranda, piranha, carioca e capoeira sono tutti di origine tupi–guaraní.